# Béryl Gastaldello
Béryl Émilie Paulette Gastaldello (Marselha, 16 de fevereiro de 1995) é uma nadadora francesa.

## Carreira

### Rio 2016
Gastaldello competiu nos 100 m livre feminino nos Jogos Olímpicos de Verão de 2016, sendo eliminada nas eliminatórias.